# 垃圾收集
垃圾收運是廢棄物管理的一部份，主要是指從垃圾的產生源輸送到處理場或最終掩埋場的程序。垃圾收運也包括對資源回收物的收運。

## 家庭廢棄物收運
家庭廢棄物一般先放在裝有垃圾袋的垃圾筒中，之後再由垃圾車來收走。垃圾可放於一定點或子母車上，再由垃圾車上的清潔人員收好；也可於固定時間出沒在街上，人們再將家裡的垃圾拿出來丟在垃圾車上。在台灣，因為施行「垃圾不落地」政策，大多採取後者的作法；但在校園中，則多先丟於子母車上，再由垃圾車載走。
垃圾車一般會先將垃圾載至垃圾轉運站中，再由較大的車輛載至掩埋場、焚化爐或其他的處理場中。

## 另見
- 真空收運系統
- 垃圾桶
- 垃圾車
- 沙灘清潔車